# Одри Битони
Одри Битони (енгл. Audrey Bitoni; 16. август 1986) америчка је порнографска глумица.

## Каријера
Одри Битони је рођена у граду Пасадена, Калифорнија. До 22 године живела је у Чикагу. 
Године 2004, објављене су њене фотографије у часопису Плејбој. Две године касније, након дипломирања, одлучила је да се опроба у бизнису порнографије. Глумила је у великом дијапазону порнографских жанрова, као што су меке сцене, вагинални секс, анални секс и камшот. Часопис Пентхаус је прогласио „љубимицом“ (енгл. Penthouse Pet) за месец новембар 2008. године, а у истом месецу је позирала за корице часописа Club International.
До 2014. године појавила се у преко 200 филмова за одрасле.

## Награде
- 2007 FAME Award nominee – Favorite Female Rookie[5]
- 2008 AVN Award nominee – Best New Starlet[6]
- 2008 Nightmoves Awards nominee – Best New Starlet[7]
- 2008 AVN Award nominee – Best POV Sex Scene[8]
- 2008 FAME Award finalist – Favorite Ass[9]
- 2008 FAME Award finalist – Hottest Body[9]
- 2008 FAME Award finalist – Favorite Female Rookie[9]
- 2009 AVN Award nominee – Best All-Girl 3-Way Sex Scene for No Man's Land 43
- 2009 FAME Award nominee – Favorite Ass[10]
- 2009 FAME Award nominee – Hottest Body[10]
- 2010 FAME Award nominee – Favorite Ass
- 2010 FAME Award nominee – Hottest Body
- 2014 Juliland Award winner - Best Foto Set for Set128[11]
- 2014 Juliland Award winner - Best Trouble[11]
- 2014 Juliland Award winner - Hall of Fame[11]

## Изабрана филмографија
| - Best Friends 13 (2013) - Big Tits at Work 15 (2012) - Popular Demand (2011) - Sexual Obsession (2011) - No Man's Land: Girls in Love 5 (2010) - A Shot to the Mouth (2009) - Big Wet Tits 8 (2009) - Fucked on Sight 6 (2009) - Naughty Office 15 (2009) - Sideline Sluts: Cheerleader Confessions (2009) - Sweet Cheeks 11 (2009) - Tits to Die For (2009) - Tunnel Butts 2 (2009) - Addicted 5 (2008) - Pornstars Like It Big 2 (2008) - Big Tits at School 2 (2008) - Girls Playing with Girls (2008) | - Taboo 23 (2007) - Girls Will Be Girls 2 (2007) - Girlvana 3 (2007) - Neighbor Affair 5 (2007) - No Man's Land 43 (2007) - No Man's Land Girlbang (2007) - No Man's Land: Girls in Love 1 (2007) - Only in Your Dreams (2007) - Playgirl: Heavenly Heat (2007) - Sophia Santi's Juice (2007) - Taboo 23 (2007) - The 4 Finger Club 24 (2007) - Women of Color 12 (2007) - Chicks & Salsa 4 (2006) - Juice (2006) - My Sister's Hot Friend 6 (2006) - Naughty College School Girls 40 (2006) |